# Saint-Denis-du-Pas
Saint-Denis-du-Pas var en kyrkobyggnad i Paris, helgad åt den helige biskopen och martyren Dionysius (Denis). Kyrkan var belägen bakom katedralen Notre-Dames chevet på Île de la Cité i fjärde arrondissementet. Tillnamnet ”Pas” syftar på den passage som fanns mellan Saint-Denis och Notre-Dame.

## Historia
Kyrkan uppfördes på den plats där den helige Dionysius torterades för första gången. Kyrkans första dokumenterade omnämnande förekommer i ett dokument från år 1148. 
I mitten av 1700-talet revs kyrkan Saint-Jean-le-Rond och kyrkan Saint-Denis fick då det nya namnet Saint-Denis et Saint-Jean-Baptiste. År 1791, under franska revolutionen, dekonsekrerades kyrkan och den revs år 1813.

## Bilder
| - Kyrkan Saint-Denis-du-Pas läge vid Notre-Dame. - Dionysius. |

### Webbkällor
- ”Saint Denis du Pas”. Histoires de Paris. 27 januari 2017. https://www.histoires-de-paris.fr/saint-denis-pas/. Läst 10 april 2022.